# Großkorbetha
Großkorbetha är en by i Sachsen-Anhalt, Tyskland. Byn är sedan 1 september 2010 del av staden Weissenfels.
Großkorbetha har haft en järnvägsstation sedan 1856. Järnvägen Leipzig–Großkorbetha ansluter Thüringer Bahn i Großkorbetha. 